# Bradley Nowell
Bradley James „Brad“ Nowell (* 22. Februar 1968 in Long Beach, Kalifornien; † 25. Mai 1996 in San Francisco, Kalifornien) war ein US-amerikanischer Rockmusiker. Bekanntheit erlangte er als Leadsänger, Gitarrist und Songwriter der Ska-Punk-Band Sublime, deren kommerziellen Durchbruch er nicht mehr miterlebte.

## Leben

### Kindheit und Jugend
Bradley Nowell wuchs gemeinsam mit seiner jüngeren Schwester Kelly in Belmont Shore, einem Viertel von Long Beach, in einer musikalischen Familie auf. Sein Vater, Unternehmer und Hobbygitarrist, gab auf Partys Folksongs zum Besten, während seine Mutter als Klavierlehrerin und klassische Flötistin ihr Geld verdiente. 1978 ließen sich die beiden scheiden, und Bradley ging zunächst mit seiner Mutter nach Orange County. Später teilten sich seine Eltern das Sorgerecht.
Der passionierte Surfer, der zusammen mit Vater, Großvater und Onkel sein Gitarrenspiel übte, wurde als sensibles und emotionales Kind beschrieben. Obwohl er unter ADHS litt, war Brad ein guter Schüler.
Im Sommer 1979 unternahm Brads Vater mit ihm einen Segeltörn zu den Jungferninseln, wo der junge Mann erstmals mit der Musik Bob Marleys in Berührung kam. Mit 13 gründete er mit dem Nachbarsjungen Eric Wilson am Bass seine erste Band, die sich Hogan’s Heroes nannte. Nach der Highschool ging der Hobbymusiker an die UC Santa Cruz und wechselte später an die Cal State Long Beach, wo er Finanzwirtschaft studierte.
Ein Semester vor Abschluss entschied er sich jedoch für eine Bandkarriere.

### Karriere und Familie
1988 gründeten Nowell und Wilson gemeinsam mit Schlagzeuger Bud Gaugh die Band Sublime. Nach Auftritten im gesamten Orange County erwarb sich das Trio bald den Ruf einer berüchtigten Partyband. Mit geringem Budget wurde 1992 das Debütalbum 40oz. to Freedom produziert, das sich vor allem via Mundpropaganda verkaufte. Nowell, der begonnen hatte, mit harten Drogen zu experimentieren, entwickelte eine Heroinsucht, die er trotz mehrerer Entzüge nie mehr abschütteln konnte. Angeblich verkaufte er vor Konzerten wiederholt die Instrumente der Band, um sich seine Sucht finanzieren zu können.
Das zweite Album Robbin’ the Hood entstand am absoluten Tiefpunkt seiner Drogensucht und erschien 1994. Bereits im Sommer zuvor hatte er bei einem Konzert die aus San Diego stammende Troy Dendekker kennengelernt, mit der er eine Beziehung einging. Im Juni 1995 kam ihr gemeinsamer Sohn Jakob zur Welt. Während der Aufnahmen zum dritten Album Sublime wurde Nowell im Frühjahr 1996 rückfällig und machte einen derart schlechten Eindruck, dass Produzent Paul Leary ihn vom Studio in Austin nach Hause schicken musste. Mit Hilfe seiner Familie überwand der nunmehrige Vater scheinbar die Sucht und heiratete seine Freundin Troy am 18. Mai in Las Vegas.

### Tod und Nachleben
Wenige Tage nach der Hochzeit startete die Band zu einer kurzen Westküstentour, um das bevorstehende Album zu promoten. Bereits vor einem der ersten Auftritte bekam Nowell Heroin angeboten und wurde rückfällig. Das darauffolgende Konzert wurde später von Troy als eines der besten in der Geschichte der Band beschrieben. In San Francisco quartierte sich die Band im Ocean View Motel ein. Am Morgen des 25. Mai 1996 weckte Nowell nach einer durchzechten Nacht seine beiden Bandkollegen, um mit ihnen surfen zu gehen. Nachdem diese aber kein Interesse gezeigt hatten, setzte sich der Sänger wohl versehentlich einen goldenen Schuss und erlag neben dem schlafenden Bud Gaugh, mit dem er sich das Zimmer teilte, einer Überdosis Heroin.
Sein Drogentod wurde medial mit jenen von Kurt Cobain und Shannon Hoon, zwei weiteren frühzeitig verstorbenen Westküstenrockern, verglichen.
Der Rolling Stone beschrieb Nowell als „verlorenen Junkie, dessen Sucht sein Songwriting sowohl befeuert als auch vorzeitig beendet hat“.

“Now I’ve got the needle/I can shake but I can’t breathe/Take it away and I want more, more/One day I’m gonna lose the war.”

„Nun hab ich die Nadel/Ich kann zittern, aber ich kann nicht atmen/Nimm sie mir weg und ich will mehr und mehr/Eines Tages werde ich den Krieg verlieren.“

Bradley Nowell wurde im Westminster Memorial Park bestattet, ein Teil seiner Asche an seinem Lieblings-Surfspot verstreut.
Sublime löste sich nach Nowells Tod auf. Ihr gleichnamiges Major-Label-Debüt, welches im Juli 1996 erschien, wurde mitsamt den vier Singleauskopplungen „What I Got“, „Santeria“, „Wrong Way“, und „Doin' Time“ ein großer kommerzieller Erfolg und machte Sublime zu einer der größten US-Rockbands des kommenden Jahres.
Im Januar 1997 organisierte Nowells Witwe im Hollywood Palladium ein Benefizkonzert mit No Doubt und den neu gegründeten Long Beach Dub Allstars. Die Einnahmen des Konzerts wurden einer gemeinnützigen Organisation zur Unterstützung von Musikern, die mit Drogenabhängigkeit zu kämpfen haben, sowie einem Stipendienfonds für Nowells Sohn Jakob gespendet.
Eine Wiedervereinigung der Band mit dem neuen Sänger und Gitarristen Rome Ramirez unter dem Namen Sublime wurde, nach einigen wenigen Auftritten, von Nowells Familie 2009 gerichtlich unterbunden. Bradley Nowell hatte den Bandnamen zu Lebzeiten als Marke registrieren lassen.
Die Band, in der zwischenzeitlich nur noch Eric Wilson als letztes verbliebenes Originalmitglied spielte, trat seither unter dem Namen Sublime With Rome auf. Nach dem Ausstieg von Eric Wilson gab Sublime with Rome ihre Auflösung für das Jahr 2024 samt einer Abschiedstour bekannt.
Parallel dazu fanden sich Eric Wilson, Bud Gaugh mit Bradley Nowells Sohn Jakob für eine Reunion von Sublime zusammen. Einem Auftritt beim Coachella Festival 2024 folgten weitere Auftritte und ein neuer Song names "Feel Like That (feat. Stick Figure)", in dem sowohl Bradley Nowell als auch sein Sohn Jakob zu hören sind.

## Lou Dog
Im Februar 1990 legte sich Nowell einen Dalmatinerwelpen zu, den er nach seinem Großvater Louie taufte. Lou Dog wurde zum Maskottchen der Band und noch zu Nowells Lebzeiten als dessen Alter Ego beschrieben.
Der aufmerksamkeitsliebende Rüde begleitete die Band anfangs auf allen Konzerten und befand sich dabei auch oft auf der Bühne. Er wurde sowohl in Liedtexten als auch auf Albumcovers verewigt. Weil der Hund im Umfeld von Sublime allgegenwärtig war, existieren allerlei Geschichten zu seinem Verhalten. Als die Band bei einem MCA-Termin eine lange Wartezeit ertragen musste, soll Lou Dog im Büro des Plattenbosses einen Haufen hinterlassen haben.
Außerdem soll der Vierbeiner Skateboarder nicht gemocht und mehrere Weggefährten gebissen haben. 1995 drehte die Band ein Musikvideo für ihren überraschenden Radioerfolg Date Rape, wobei Lou Dog den Hauptdarsteller und Freund der Band durch einen Biss verletzte. Die erforderlichen OP-Kosten mussten Sublime und Bradley Nowell tragen. Beim Dreh von Santeria, bereits nach dem Tod seines Herrchens, biss der Hund den auf dem Boden liegenden Tommy Lister Jr. ins Gesicht und wurde daraufhin durch einen anderen Dalmatiner ersetzt.
Ein weiteres prominentes Bissopfer soll die befreundete Sängerin Gwen Stefani gewesen sein.
Nach Nowells Tod kümmerte sich Produzent Michael „Miguel“ Happoldt um den Hund, der im September 2001 verstarb. Lou Dogs Asche wurde am selben Ort wie jene seines Herrchens verstreut.